# Шампиньи-сюр-Марн
Шампиньи-сюр-Марн (фр. Champigny-sur-Marne) — коммуна во Франции, юго-восточный пригород Парижа.

## История
Название старинного поселения, вероятно, происходит от имени землевладельца Кампания. Сохранилась церковь святого Сатурнина XII века. В средние века в Шампиньи был замок, разрушенный во время войны Арманьяков и Бургиньонов. В 1545 году началось строительство новых укреплений. В 1815 году были учреждены две ярмарки.
Посёлок несколько раз переходил из рук в руки во время осады Парижа в 1870 году. В 1897 году получил современное название (до этого его называли просто Шампиньи).
Основной период роста наступил в городе после Второй мировой войны. В Шампиньи поселились многие иммигранты из Северной Африки и Португалии.

## Города-побратимы
- Бернау
- Розиньяно-Мариттимо
- Масселборо
- Алпиарса